# Menhir de Glomel
Le menhir de Glomel est situé dans le bourg de la commune de Glomel dans le département des Côtes-d'Armor.

## Description
Le menhir est en granite gris, sans fissure, probablement d'origine locale comme le permet de le supposer la proximité d'une carrière. Son poids est estimé entre 80 tonnes et 160 tonnes. En forme de pyramide tronquée au sommet, il mesure 8,50 mètres de haut pour une largeur moyenne de 4 mètres et une épaisseur moyenne de 1,50 mètre. Ses dimensions en font l'un des menhirs les plus imposants de Bretagne et peut-être le plus lourd. Une de ses faces a été taillée pour en faire un plan à peu près exact. Sa base quadrangulaire qui serait plane est posée sur une plate-forme en granite.
Il a été érigé à une altitude de 237 mètres.

## Protection
Le menhir fait l’objet d’un classement au titre des monuments historiques depuis le 4 novembre 1975.

## Galerie de photos

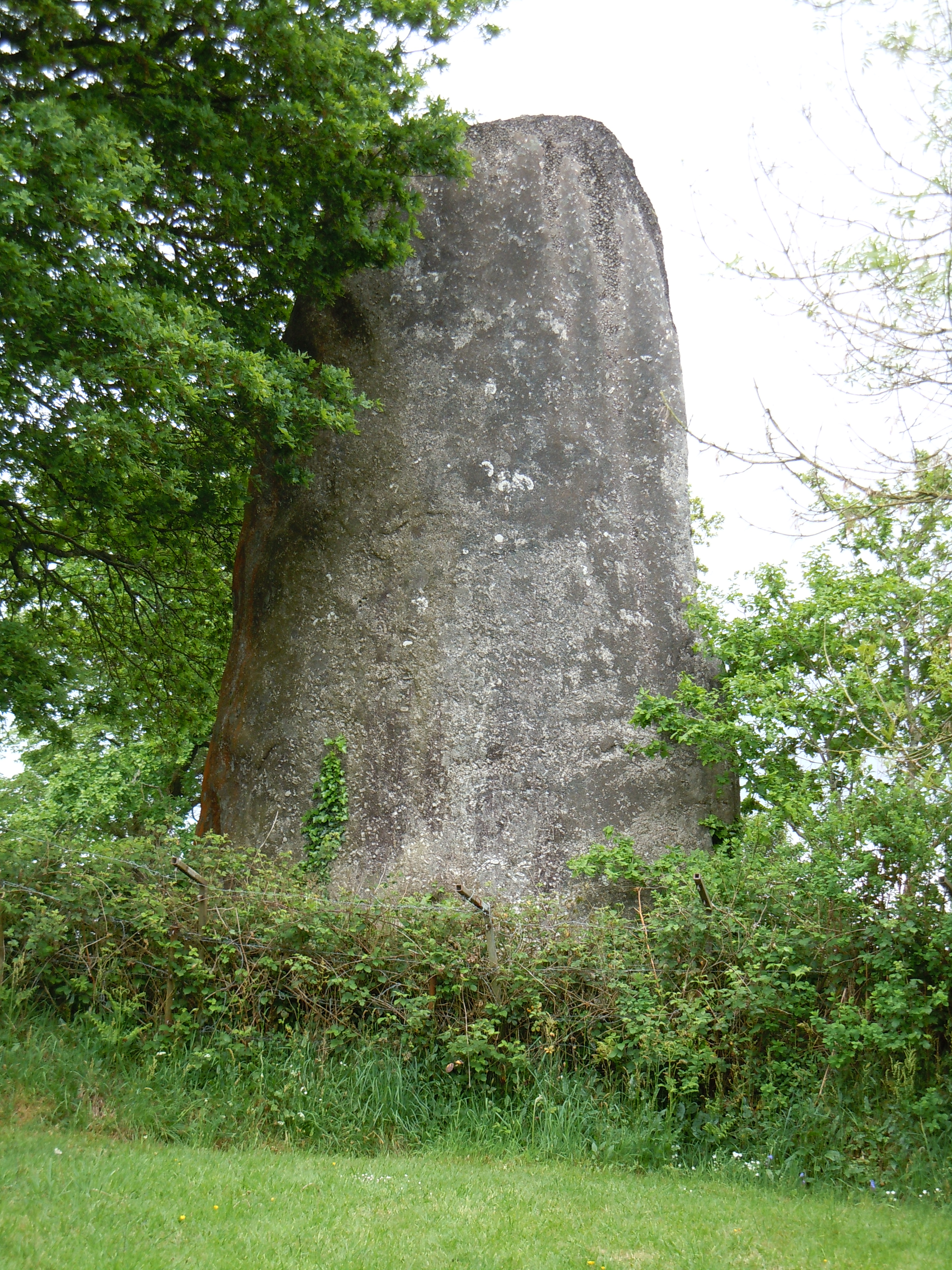
face ouest
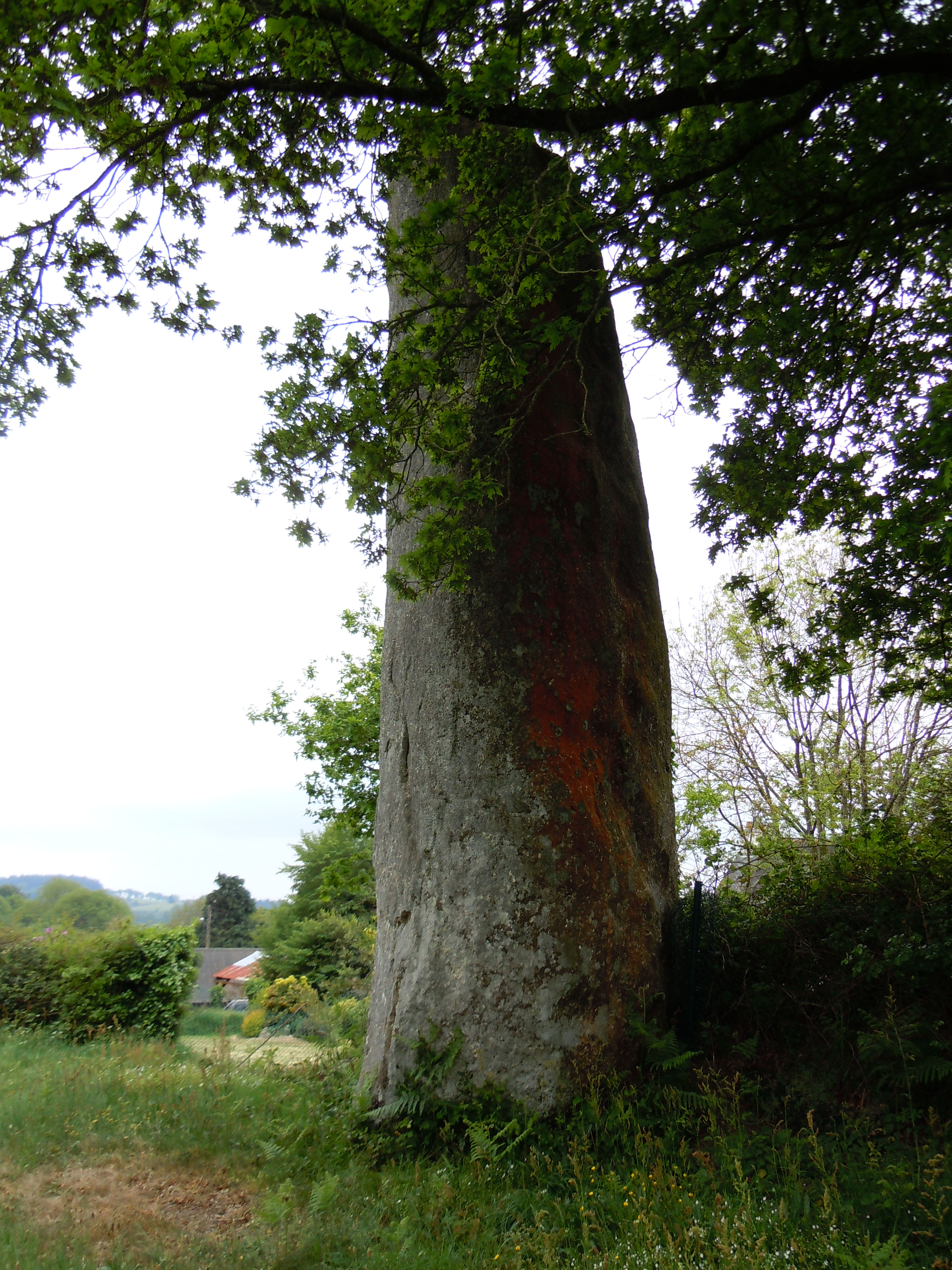
de profil
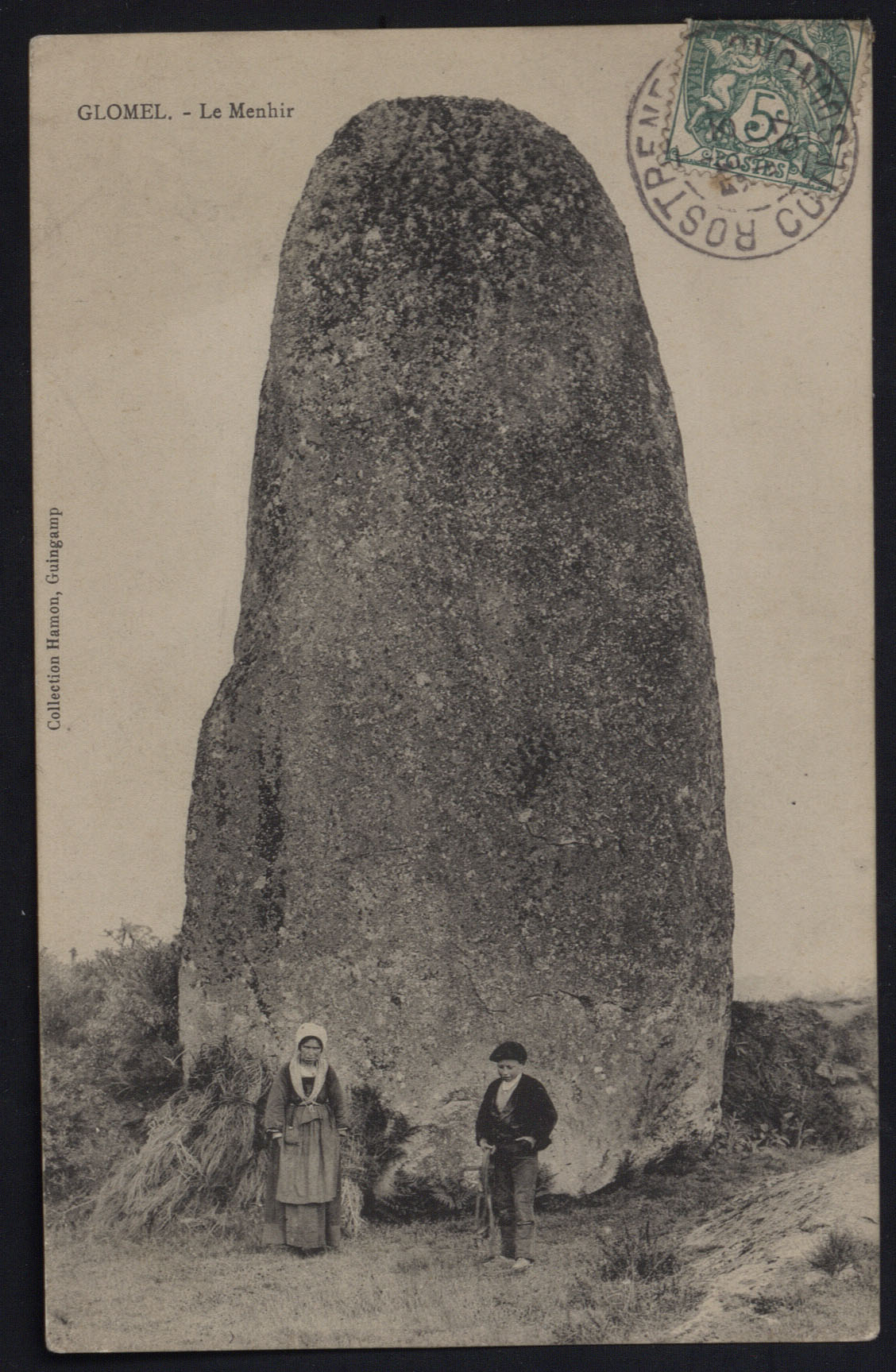
au début du XXe siècle
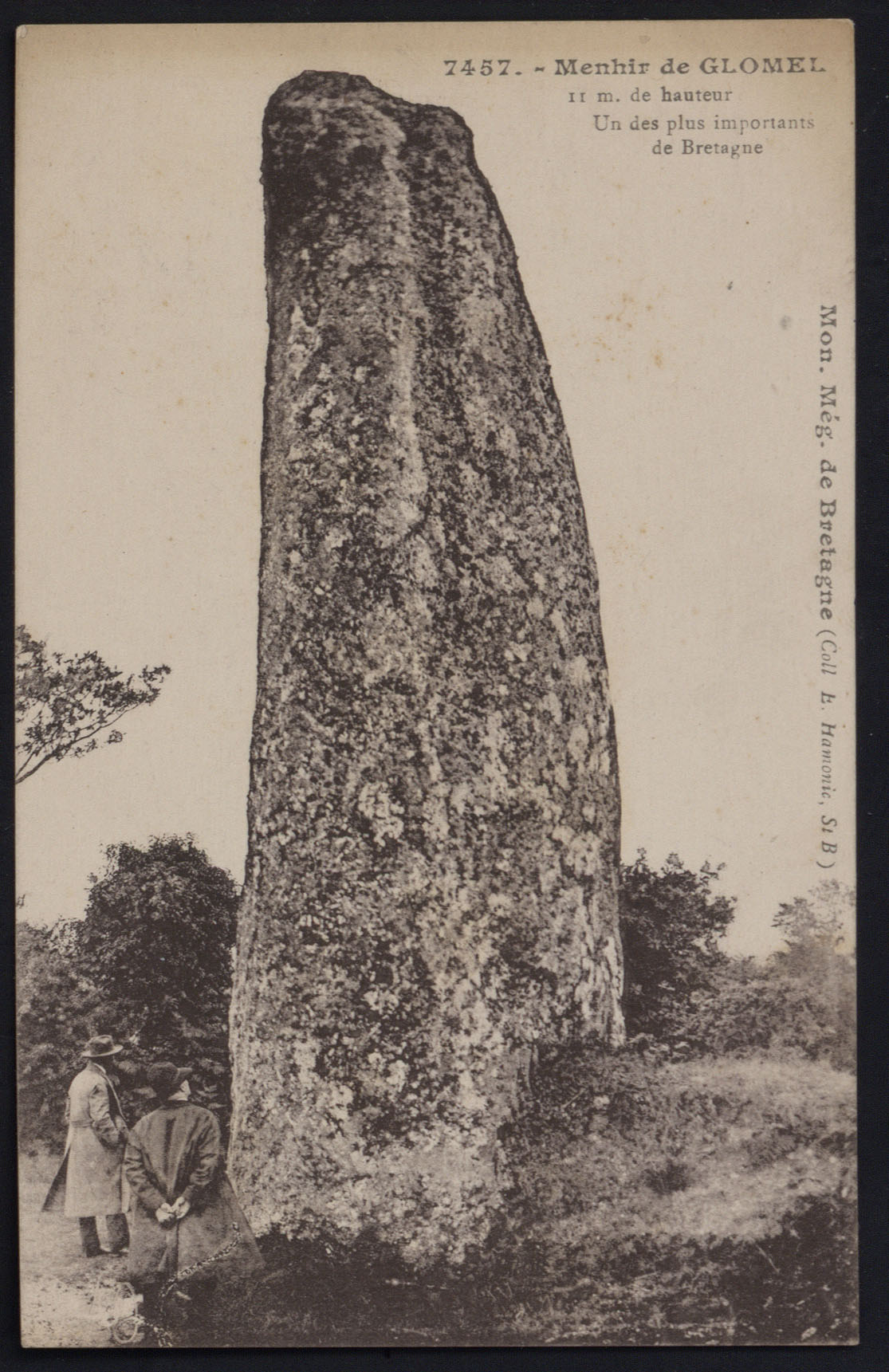
de profil (début XXe siècle)